# Suite: Judy blue eyes
Suite: Judy blue eyes is een lied van Crosby, Stills & Nash dat werd geschreven door Stephen Stills.
Ze brachten het nummer in 1969 uit op een single met Long time gone op de B-kant. In Nederland verscheen de lange elpeeversie op de single waaraan als tweede nummer op de B-kant Helplessly hoping werd toegevoegd. Verder verscheen het dat jaar op hun debuutalbum Crosby, Stills & Nash.

## Achtergrond

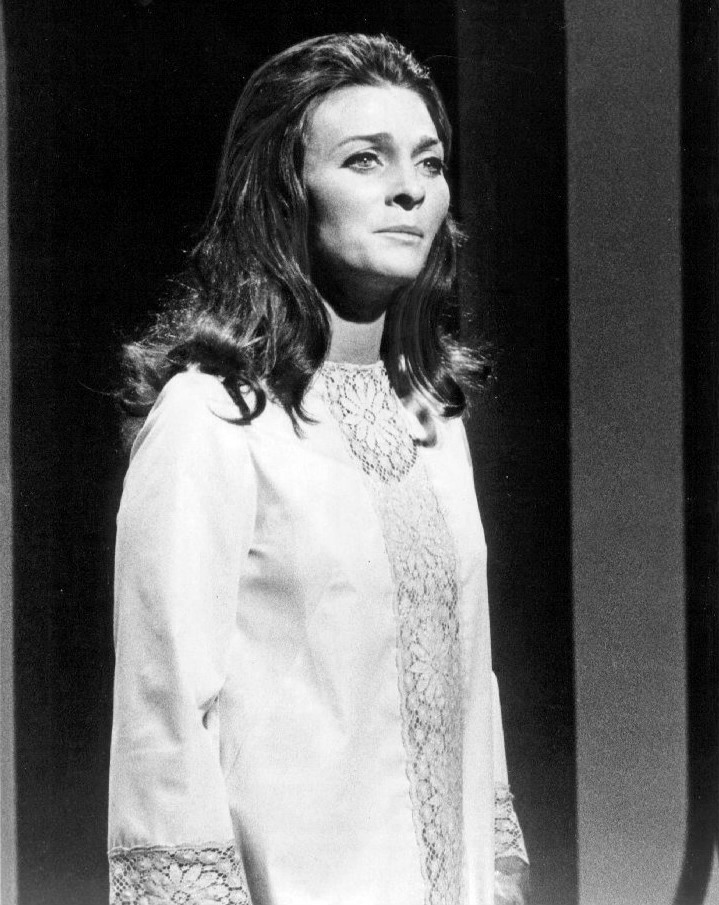
Judy Collins (1967) die de inspiratie vormde voor dit lied

Aan de basis van het het nummer ligt een lang gedicht over Stills' relatie met folkzangeres Judy Collins. Het gedicht besloeg meerdere notitieblokjes en uit de verschillende delen schreef hij uiteindelijk dit lied. Omdat het allemaal over hetzelfde ging en op hetzelfde uitkwam, besloot hij het een suite te noemen. Een bijkomende reden is omdat het klinkt als het Engelse woord sweet (lief).
Het nummer heeft op de single een lengte van 4:35 minuten en duurt op de elpee nog langer, namelijk 7:22 minuten. Ondanks de lengte werd vaak de elpeeversie gedraaid op radiostations.

## Tekst en muziek
De muziek valt in te delen in het type folkrock dat ook door artiesten werd gespeeld als Simon & Garfunkel. De harmoniezang die ze in dit nummer lieten horen, werd de kenmerkende stijl die ze in de jaren erop vasthielden.
Dit nummer laat het echter niet bij de folkrock alleen, maar er zijn ook andere invloeden te horen. Door de gitaarstemming van Stills in EEEEBE klinkt het alsof er op een Indiase sitar wordt gespeeld.
Daar komt bij dat het nummer wordt afgesloten met een Cubaans couplet. Stills koos voor Spaans omdat dat voor de meeste mensen niet te verstaan was. De woorden van dit couplet hadden namelijk maar weinig met het onderwerp te maken en was enkel bedoeld om te voorkomen dat het lied anders eindeloos was doorgegaan. Vanaf dit couplet wijzigt ook het tempo.

## Hitnoteringen
Het nummer stond een week op nummer 30 van de Top 30 Hilversum 3 en kwam bij Veronica niet verder dan de Tipparade. In België bereikte het geen hitnotering. In de Verenigde Staten kwam het op nummer 21 terecht van de Billboard Hot 100. Sinds de eeuwwisseling is het vrijwel jaarlijks te vinden in de Top 2000 van Radio 2.

| Nummer met noteringen in de NPO Radio 2 Top 2000 | '00 | '01 | '02 | '03 | '04 | '05 | '06 | '07 | '08 | '09 | '10  | '11  | '12  | '13  | '14  | '15  | '16  | '17  | '18  | '19  |
| ------------------------------------------------ | --- | --- | --- | --- | --- | --- | --- | --- | --- | --- | ---- | ---- | ---- | ---- | ---- | ---- | ---- | ---- | ---- | ---- |
| Suite: Judy blue eyes                            | 469 | -   | 585 | 754 | 697 | 725 | 823 | 844 | 762 | 878 | 1018 | 1007 | 1168 | 1118 | 1397 | 1424 | 1800 | 1972 | 1957 | 2000 |

1. ↑  Een '-' betekent dat het nummer niet was genoteerd en een vetgedrukt getal geeft de hoogste notering aan.
2. ↑  2000 was het eerste jaar met een notering voor dit nummer.
3. ↑  Deze tabel is bijgewerkt tot en met de laatste editie (2024).

## Covers
Er verschenen verschillende covers van het nummer. Zo verschenen er twee versies op een single van de Amerikaanse pianist Lincoln Mayorga. Verder verschenen versies op een album van Liberace (A brand new me, 1970), Bola Sete (Workin' on a groovy thing, 1971), The Hallway (Cosmic key, 1971), de Spaanse band Mi Generación (Sonido acústico, 1972), de Duitse band Repairs (Live, 1974), het Hawaïaanse duo Cecilio & Kapono (Together live, 1982), Rage to Live (Blame the victims, 1989), Dread Zeppelin (The fun sessions, 1996), de Italiaanse band Afterhours (1969-2009 - Woodstock, 2009), US Rails (US Rails, 2010) en Kevin Gilbert (Toy matinee acoustic, 2014).